# Анна Половчанка
Анна Половчанка (*'д/н — 7 жовтня 1111) — дружина великого князя Київського Всеволода I Ярославича.

## Життєпис
Відповідно до існуючої гіпотези була половчанкою. Якихось писемних свідчень цьому немає, проте це підтверджує перебіг подій. У 1068 році руські князі — Ярославичі зазнали поразки від половців з клану ольберлю на чолі із ханом Шаруканом на прізвисько «Старий» у битві на річці Альта. Всеволод Ярославич разом з братами Святославом та Ізяславом втекли до своїх володінь — Переяслава, Чернігова та Києва відповідно. За цих умов, з огляду на прикордонний характер Переяславського князівства, що належало Всеволоду, той вимушений був укласти угоду з Шаруканом. Вона була підкріплена шлюбом князя Всеволода з донькою або онукою половецького хана, що в хрещенні прийняла ім'я Анна. В будь-якому разі другою дружиною Всеволода була жінка Анна.
У 1076 році після здобуття чоловіком київського трону стає великою княгинею Київською. У 1077 році на деякий час вимушена була залишити Київ після поразки Всеволода Ярославича від свого брата Ізяслава. Але вже 1078 року остаточно до нього повертається, оселившись у князівському палаці. Вважається, що брала активну участь у політиці, забезпечуюючи чоловікові підтримку половців ольберлю. Водночас займалася вихованням своїх дітей та пасинків Володимира і Янки, які до кінця життя добре ставилися до неї.
У 1093 році після смерті чоловіка залишилася мешкати у Києві. Того ж року втратила єдиного сина Ростислава, що загинув у війні з половцями.

У 1097 році Анну разом з митрополитом Миколаєм обрано перемовниками під час облоги Святополка Ізяславича в Києві Володимиром Всеволодовичем. Анна Половчанка звернулася до Володимира Всеволодовича:
|  | «Ми молимо тебе, княже, і обох братів твоїх: не погубіте Руської землі. Бо якщо піднімете ви рать між собою, погані будуть радуватися і візьмуть землю вашу, що її зібрали були ваші діди і отці ваші трудом великим і хоробрістю, борючись за Руськую землю. І інші землі вони добули, а ви хочете погубити Руськую землю» |

В результаті Анна зуміла умовити свого пасорбка укласти мир та відступити від Києва. Згодом стала черницею в Янчиному монастирі, де померла у 1111 році.

## Родина
Чоловік — Всеволод I, великий князь Київський
Діти:
- Ростислав (1070—1093) — князь переяславський у 1078—1093 роках, потонув під час відступу після битви на Стугні.
- Євпраксія (1071—1109)) — дружина Генріха IV, імператриця Священної Римської імперії.
- Марія (пом. 1089)
- Катерина (пом. 1108), черниця, її смерть записана в Іпатіївському літописі.